# V.302
V.302 je računalni virus otkriven 1. kolovoza 1992. godine. Nastanjuje rezidentnu memoriju te zaražava .com datoteke. Veličina zaraženih datoteka se poveća za 302 bajta.